# 19e étape du Tour d'Espagne 2018
La 19e étape du Tour d'Espagne 2018 se déroule le 14 septembre 2018, entre Lérida et La Rabassa, en Andorre, sur un parcours de 154,4 kilomètres. Elle est remportée par le coureur français Thibaut Pinot, de l'équipe Groupama-FDJ. Il devance le Britannique Simon Yates (Mitchelton-Scott), porteur du maillot rouge, qui accroît son avance au classement général.

## Parcours
Cette étape est l'une des deux « étapes de plaine avec une arrivée au sommet » du parcours de cette Vuelta. Longue de 154,4 km, elle part de Lérida, en Catalogne, et arrive La Rabassa, en Andorre. Après le départ de Lérida, la course se dirige vers le nord-ouest, passant par Balaguer, Cubells, La Seu d'Urgell. L'étape se termine par la seule difficulté du jour, une montée de 17 km présentant une pente moyenne de 6,6 %, classée en première catégorie et menant à La Rabassa. Cette station de sports d'hiver avait accueilli une arrivée d'étape du Tour d'Espagne 2008, remportée par Alessandro Ballan,.

## Déroulement de la course
Le début d'étape est animé par de nombreuses attaques. Michał Kwiatkowski (Sky), Simon Clarke (EF Education First-Drapac) et Amanuel Gebreigzabhier (Dimension Data) parviennent à s'échapper après une quarantaine de kilomètres mais sont repris par le peloton, emmené pas l'équipe Movistar. Une échappée de douze coureurs subit ensuite le même sort. À 80 km de l'arrivée, Jonathan Castroviejo (Sky), Tom Van Asbroeck (EF Education First-Drapac) et Benjamin Thomas (Groupama-FDJ) forment un nouveau groupe de tête. Van Asbroeck est rapidement décroché. Castroviejo  et Thomas creusent une avance d'une minute et demie. À une trentaine de kilomètres de l'arrivée, des coureurs de Movistar et Quick-Step accélèrent et divisent le peloton. Simon Yates est alors dans une partie retardée du peloton. Les équipes Mitchelton-Scott et Bora-Hansgrohe ramènent cependant cette dernière sur les coureurs de Movistar. C'est un peloton groupé qui rattrape les deux échappés au pied de l'ascension finale.
Nairo Quintana (Movistar) est le premier à attaquer dans la montée, à treize kilomètres de l'arrivée. Il est rejoint par Steven Kruijswijk (LottoNL-Jumbo), aidé par son équipier George Bennett, puis par Thibaut Pinot (Groupama-FDJ). D'abord aidé dans la poursuite par son frère Adam et Jack Haig, Simon Yates attaque à son tour à dix kilomètres de l'arrivée et revient sur le trio de tête. Ce groupe de quatre coureurs accroit son avance sur ses poursuivants, jusqu'à une demi minute. Quintana doit alors se laisser décrocher pour aider Alejandro Valverde, distancé par Yates au moment de son attaque. Il subit cependant une crevaison à six kilomètres de l'arrivée et ne peut suivre le rythme ensuite.
A trois kilomètres de l'arrivée, Yates, Pinot et Kruijswijk comptent une minute d'avance. Kruijswijk étant lâché à deux kilomètres du but, la victoire est disputée par Yates et Pinot. Ce dernier s'impose, obtenant sa deuxième victoire d'étape sur ce Tour d'Espagne. Kruijswijk est troisième à quatorze secondes. 
Cette étape permet à Simon Yates d'avoir désormais une avance plus confortable au classement général, à l'avant-veille de la fin de la course. Valverde, finissant huitième de l'étape à 1 min 12 s, a 1 min 38 s de retard au classement général. Kruijswijk passe à la troisième place, à 1 min 58 s.

## Résultats

### Classement de l'étape
| \| Classement de l'étape \| Classement de l'étape \| Classement de l'étape \| Classement de l'étape \| Classement de l'étape \| \| Coureur \| Coureur \| Pays \| Équipe \| Temps \| \| --------------------- \| --------------------- \| --------------------- \| ------------------------- \| --------------------- \| \| 1er \| Thibaut Pinot \| France \| Groupama-FDJ \| 3 h 42 min 05 s \| \| 2e \| Simon Yates \| Royaume-Uni \| Mitchelton-Scott \| + 5 s \| \| 3e \| Steven Kruijswijk \| Pays-Bas \| LottoNL-Jumbo \| + 13 s \| \| 4e \| Rigoberto Urán \| Colombie \| EF Education First-Drapac \| + 52 s \| \| 5e \| Miguel Ángel López \| Colombie \| Astana \| + 52 s \| \| 6e \| Enric Mas \| Espagne \| Quick-Step Floors \| + 52 s \| \| 7e \| Wilco Kelderman \| Pays-Bas \| Team Sunweb \| + 1 min 03 s \| \| 8e \| Alejandro Valverde \| Espagne \| Movistar Team \| + 1 min 12 s \| \| 9e \| Tony Gallopin \| France \| AG2R La Mondiale \| + 1 min 15 s \| \| 10e \| Nairo Quintana \| Colombie \| Movistar Team \| + 1 min 49 s \| |                    |             |                           |                 |
| |                    |             |                           |                 |
| Source : ProCyclingStats |                    |             |                           |                 |
| Classement de l'étape |                    |             |                           |                 |
| Coureur | Coureur            | Pays        | Équipe                    | Temps           |
| 1er | Thibaut Pinot      | France      | Groupama-FDJ              | 3 h 42 min 05 s |
| 2e | Simon Yates        | Royaume-Uni | Mitchelton-Scott          | + 5 s           |
| 3e | Steven Kruijswijk  | Pays-Bas    | LottoNL-Jumbo             | + 13 s          |
| 4e | Rigoberto Urán     | Colombie    | EF Education First-Drapac | + 52 s          |
| 5e | Miguel Ángel López | Colombie    | Astana                    | + 52 s          |
| 6e | Enric Mas          | Espagne     | Quick-Step Floors         | + 52 s          |
| 7e | Wilco Kelderman    | Pays-Bas    | Team Sunweb               | + 1 min 03 s    |
| 8e | Alejandro Valverde | Espagne     | Movistar Team             | + 1 min 12 s    |
| 9e | Tony Gallopin      | France      | AG2R La Mondiale          | + 1 min 15 s    |
| 10e | Nairo Quintana     | Colombie    | Movistar Team             | + 1 min 49 s    |

## Classements à l'issue de l'étape

### Classement général
| \| Classement général \| Classement général \| Classement général \| Classement général \| Classement général \| \| Coureur \| Coureur \| Pays \| Équipe \| Temps \| \| ------------------ \| ------------------ \| ------------------ \| ------------------------- \| ------------------ \| \| 1er \| Simon Yates \| Royaume-Uni \| Mitchelton-Scott \| 76 h 44 min 41 s \| \| 2e \| Alejandro Valverde \| Espagne \| Movistar Team \| + 1 min 38 s \| \| 3e \| Steven Kruijswijk \| Pays-Bas \| LottoNL-Jumbo \| + 1 min 58 s \| \| 4e \| Enric Mas \| Espagne \| Quick-Step Floors \| + 2 min 15 s \| \| 5e \| Miguel Ángel López \| Colombie \| Astana \| + 2 min 29 s \| \| 6e \| Nairo Quintana \| Colombie \| Movistar Team \| + 4 min 01 s \| \| 7e \| Thibaut Pinot \| France \| Groupama-FDJ \| + 5 min 22 s \| \| 8e \| Rigoberto Urán \| Colombie \| EF Education First-Drapac \| + 5 min 29 s \| \| 9e \| Ion Izagirre \| Espagne \| Bahrain-Merida \| + 6 min 30 s \| \| 10e \| Tony Gallopin \| France \| AG2R La Mondiale \| + 7 min 21 s \| |                    |             |                           |                  |
| |                    |             |                           |                  |
| Source : ProCyclingStats |                    |             |                           |                  |
| Classement général |                    |             |                           |                  |
| Coureur | Coureur            | Pays        | Équipe                    | Temps            |
| 1er | Simon Yates        | Royaume-Uni | Mitchelton-Scott          | 76 h 44 min 41 s |
| 2e | Alejandro Valverde | Espagne     | Movistar Team             | + 1 min 38 s     |
| 3e | Steven Kruijswijk  | Pays-Bas    | LottoNL-Jumbo             | + 1 min 58 s     |
| 4e | Enric Mas          | Espagne     | Quick-Step Floors         | + 2 min 15 s     |
| 5e | Miguel Ángel López | Colombie    | Astana                    | + 2 min 29 s     |
| 6e | Nairo Quintana     | Colombie    | Movistar Team             | + 4 min 01 s     |
| 7e | Thibaut Pinot      | France      | Groupama-FDJ              | + 5 min 22 s     |
| 8e | Rigoberto Urán     | Colombie    | EF Education First-Drapac | + 5 min 29 s     |
| 9e | Ion Izagirre       | Espagne     | Bahrain-Merida            | + 6 min 30 s     |
| 10e | Tony Gallopin      | France      | AG2R La Mondiale          | + 7 min 21 s     |

| Classement par points | Classement par points | Classement par points | Classement par points | Classement par points |
| Coureur               | Coureur               | Pays                  | Équipe                | Points                |
| --------------------- | --------------------- | --------------------- | --------------------- | --------------------- |
| 1er                   | Alejandro Valverde    | Espagne               | Movistar Team         | 125 pts               |
| 2e                    | Peter Sagan           | Slovaquie             | Bora-Hansgrohe        | 99 pts                |
| 3e                    | Dylan Teuns           | Belgique              | BMC Racing Team       | 93 pts                |
| 4e                    | Simon Yates           | Royaume-Uni           | Mitchelton-Scott      | 88 pts                |
| 5e                    | Miguel Ángel López    | Colombie              | Astana                | 83 pts                |
| 6e                    | Thibaut Pinot         | France                | Groupama-FDJ          | 81 pts                |
| 7e                    | Elia Viviani          | Italie                | Quick-Step Floors     | 80 pts                |
| 8e                    | Steven Kruijswijk     | Pays-Bas              | LottoNL-Jumbo         | 71 pts                |
| 9e                    | Benjamin King         | États-Unis            | Dimension Data        | 69 pts                |
| 10e                   | Alessandro De Marchi  | Italie                | BMC Racing Team       | 67 pts                |

| Classement par points | Classement par points | Classement par points | Classement par points | Classement par points |
| Coureur               | Coureur               | Pays                  | Équipe                | Points                |
| --------------------- | --------------------- | --------------------- | --------------------- | --------------------- |
| 1er                   | Alejandro Valverde    | Espagne               | Movistar Team         | 125 pts               |
| 2e                    | Peter Sagan           | Slovaquie             | Bora-Hansgrohe        | 99 pts                |
| 3e                    | Dylan Teuns           | Belgique              | BMC Racing Team       | 93 pts                |
| 4e                    | Simon Yates           | Royaume-Uni           | Mitchelton-Scott      | 88 pts                |
| 5e                    | Miguel Ángel López    | Colombie              | Astana                | 83 pts                |
| 6e                    | Thibaut Pinot         | France                | Groupama-FDJ          | 81 pts                |
| 7e                    | Elia Viviani          | Italie                | Quick-Step Floors     | 80 pts                |
| 8e                    | Steven Kruijswijk     | Pays-Bas              | LottoNL-Jumbo         | 71 pts                |
| 9e                    | Benjamin King         | États-Unis            | Dimension Data        | 69 pts                |
| 10e                   | Alessandro De Marchi  | Italie                | BMC Racing Team       | 67 pts                |

| Classement de la montagne | Classement de la montagne | Classement de la montagne | Classement de la montagne  | Classement de la montagne |
| Coureur                   | Coureur                   | Pays                      | Équipe                     | Points                    |
| ------------------------- | ------------------------- | ------------------------- | -------------------------- | ------------------------- |
| 1er                       | Thomas De Gendt           | Belgique                  | Lotto-Soudal               | 74 pts                    |
| 2e                        | Luis Ángel Maté           | Espagne                   | Cofidis, Solutions Crédits | 64 pts                    |
| 3e                        | Bauke Mollema             | Pays-Bas                  | Trek-Segafredo             | 60 pts                    |
| 4e                        | Benjamin King             | États-Unis                | Dimension Data             | 56 pts                    |
| 5e                        | Thibaut Pinot             | France                    | Groupama-FDJ               | 32 pts                    |
| 6e                        | Pierre Rolland            | France                    | EF Education First-Drapac  | 31 pts                    |
| 7e                        | Simon Yates               | Royaume-Uni               | Mitchelton-Scott           | 28 pts                    |
| 8e                        | Miguel Ángel López        | Colombie                  | Astana                     | 26 pts                    |
| 9e                        | Michael Woods             | Canada                    | EF Education First-Drapac  | 20 pts                    |
| 10e                       | Michał Kwiatkowski        | Pologne                   | Team Sky                   | 17 pts                    |

| Classement de la montagne | Classement de la montagne | Classement de la montagne | Classement de la montagne  | Classement de la montagne |
| Coureur                   | Coureur                   | Pays                      | Équipe                     | Points                    |
| ------------------------- | ------------------------- | ------------------------- | -------------------------- | ------------------------- |
| 1er                       | Thomas De Gendt           | Belgique                  | Lotto-Soudal               | 74 pts                    |
| 2e                        | Luis Ángel Maté           | Espagne                   | Cofidis, Solutions Crédits | 64 pts                    |
| 3e                        | Bauke Mollema             | Pays-Bas                  | Trek-Segafredo             | 60 pts                    |
| 4e                        | Benjamin King             | États-Unis                | Dimension Data             | 56 pts                    |
| 5e                        | Thibaut Pinot             | France                    | Groupama-FDJ               | 32 pts                    |
| 6e                        | Pierre Rolland            | France                    | EF Education First-Drapac  | 31 pts                    |
| 7e                        | Simon Yates               | Royaume-Uni               | Mitchelton-Scott           | 28 pts                    |
| 8e                        | Miguel Ángel López        | Colombie                  | Astana                     | 26 pts                    |
| 9e                        | Michael Woods             | Canada                    | EF Education First-Drapac  | 20 pts                    |
| 10e                       | Michał Kwiatkowski        | Pologne                   | Team Sky                   | 17 pts                    |

| Classement du combiné | Classement du combiné | Classement du combiné | Classement du combiné     | Classement du combiné |
| Coureur               | Coureur               | Pays                  | Équipe                    | Points                |
| --------------------- | --------------------- | --------------------- | ------------------------- | --------------------- |
| 1er                   | Simon Yates           | Royaume-Uni           | Mitchelton-Scott          | 12 pts                |
| 2e                    | Alejandro Valverde    | Espagne               | Movistar Team             | 14 pts                |
| 3e                    | Miguel Ángel López    | Colombie              | Astana                    | 18 pts                |
| 4e                    | Thibaut Pinot         | France                | Groupama-FDJ              | 18 pts                |
| 5e                    | Steven Kruijswijk     | Pays-Bas              | LottoNL-Jumbo             | 26 pts                |
| 6e                    | Rafał Majka           | Pologne               | Bora-Hansgrohe            | 46 pts                |
| 7e                    | Nairo Quintana        | Colombie              | Movistar Team             | 47 pts                |
| 8e                    | Enric Mas             | Espagne               | Quick-Step Floors         | 54 pts                |
| 9e                    | Rigoberto Urán        | Colombie              | EF Education First-Drapac | 55 pts                |
| 10e                   | Emanuel Buchmann      | Allemagne             | Bora-Hansgrohe            | 75 pts                |

| Classement du combiné | Classement du combiné | Classement du combiné | Classement du combiné     | Classement du combiné |
| Coureur               | Coureur               | Pays                  | Équipe                    | Points                |
| --------------------- | --------------------- | --------------------- | ------------------------- | --------------------- |
| 1er                   | Simon Yates           | Royaume-Uni           | Mitchelton-Scott          | 12 pts                |
| 2e                    | Alejandro Valverde    | Espagne               | Movistar Team             | 14 pts                |
| 3e                    | Miguel Ángel López    | Colombie              | Astana                    | 18 pts                |
| 4e                    | Thibaut Pinot         | France                | Groupama-FDJ              | 18 pts                |
| 5e                    | Steven Kruijswijk     | Pays-Bas              | LottoNL-Jumbo             | 26 pts                |
| 6e                    | Rafał Majka           | Pologne               | Bora-Hansgrohe            | 46 pts                |
| 7e                    | Nairo Quintana        | Colombie              | Movistar Team             | 47 pts                |
| 8e                    | Enric Mas             | Espagne               | Quick-Step Floors         | 54 pts                |
| 9e                    | Rigoberto Urán        | Colombie              | EF Education First-Drapac | 55 pts                |
| 10e                   | Emanuel Buchmann      | Allemagne             | Bora-Hansgrohe            | 75 pts                |

| Classement par équipes | Classement par équipes        | Classement par équipes | Classement par équipes |
| Équipe                 | Équipe                        | Pays                   | Temps                  |
| ---------------------- | ----------------------------- | ---------------------- | ---------------------- |
| 1re                    | Movistar Team                 | Espagne                | 230 h 36 min 05 s      |
| 2e                     | AG2R La Mondiale              | France                 | + 43 min 12 s          |
| 3e                     | Mitchelton-Scott              | Australie              | + 1 h 06 min 54 s      |
| 4e                     | Astana                        | Kazakhstan             | + 1 h 23 min 48 s      |
| 5e                     | Euskadi Basque Country-Murias | Espagne                | + 1 h 29 min 04 s      |
| 6e                     | Groupama-FDJ                  | France                 | + 2 h 07 min 28 s      |
| 7e                     | Caja Rural-Seguros RGA        | Espagne                | + 2 h 13 min 39 s      |
| 8e                     | Team Sunweb                   | Allemagne              | + 2 h 19 min 13 s      |
| 9e                     | Quick-Step Floors             | Belgique               | + 2 h 36 min 38 s      |
| 10e                    | Katusha-Alpecin               | Suisse                 | + 3 h 12 min 46 s      |

| Classement par équipes | Classement par équipes        | Classement par équipes | Classement par équipes |
| Équipe                 | Équipe                        | Pays                   | Temps                  |
| ---------------------- | ----------------------------- | ---------------------- | ---------------------- |
| 1re                    | Movistar Team                 | Espagne                | 230 h 36 min 05 s      |
| 2e                     | AG2R La Mondiale              | France                 | + 43 min 12 s          |
| 3e                     | Mitchelton-Scott              | Australie              | + 1 h 06 min 54 s      |
| 4e                     | Astana                        | Kazakhstan             | + 1 h 23 min 48 s      |
| 5e                     | Euskadi Basque Country-Murias | Espagne                | + 1 h 29 min 04 s      |
| 6e                     | Groupama-FDJ                  | France                 | + 2 h 07 min 28 s      |
| 7e                     | Caja Rural-Seguros RGA        | Espagne                | + 2 h 13 min 39 s      |
| 8e                     | Team Sunweb                   | Allemagne              | + 2 h 19 min 13 s      |
| 9e                     | Quick-Step Floors             | Belgique               | + 2 h 36 min 38 s      |
| 10e                    | Katusha-Alpecin               | Suisse                 | + 3 h 12 min 46 s      |